# Alegría (Cebú)
Alegría es el 4.º municipio por tamaño de la provincia de Cebú, Filipinas. Según el censo del año 2000, alberga una población de 20 677 habitantes repartidas en 4229 familias.

## Barangays
Alegría está subdividida en 9 barangays.
- Compostela
- Guadalupe
- Legazpi
- Lepanto
- Madridejos
- Montpeller
- Población
- Santa Filomena
- Valencia

## Festival
Kawayan Festival - El municipio de Alegría, fundó en el año 2006 el Kanayan Festival el día de la fiesta anual de la ciudad. El plan inicial incluyó un carnaval callejero y un mercado tradicional de productos realizados con Kawayan ( Bamboo local) 